# Schloss Brzesko

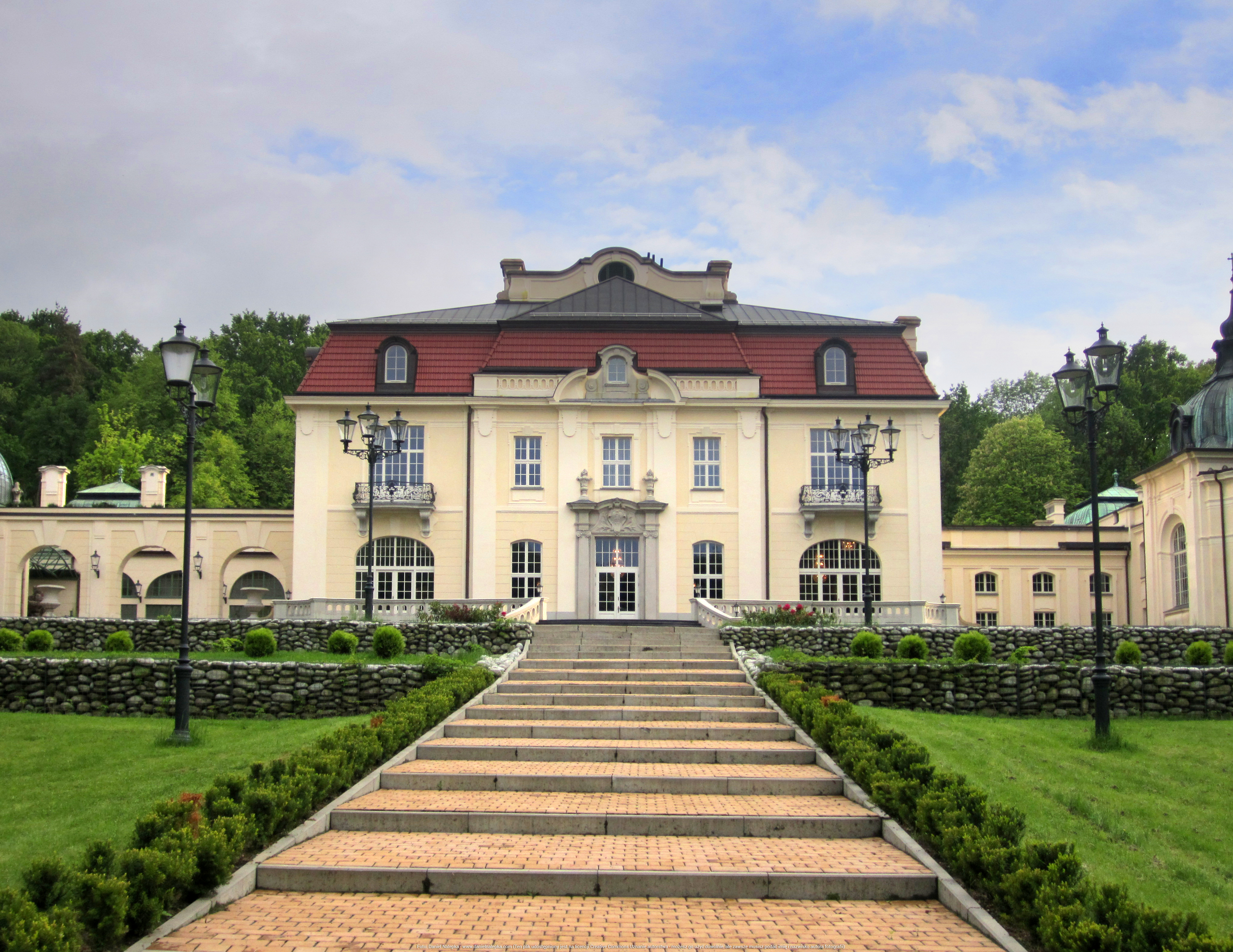
Gartenansicht

Das Goetz-Schloss Brzesko (polnisch: Pałac Goetze w Brzesku) ist ein Schloss in Brzesko unweit von Bochnia. Es wurde von dem deutschstämmigen Industriellen Götz Freiherr von Okocim, dem Erben der Brauerei Okocim, errichtet.

## Geschichte
Die Goetzowie waren eine aus Langenenslingen in Oberschwaben stammende Familie, die sich im 19. Jahrhundert in Böhmen und Galizien niederließ. In Galizien wurde die Familie geadelt und in den Baronstand erhoben. 1845 gründete Johann Evangelist Götz die Brauerei Okocim bei Brzesko. Sein Sohn Götz Freiherr von Okocim beauftragte das Wiener Büro Fellner & Helmer mit dem Bau eines neuen Palais für seine Familie. Es wurde in den Jahren 1898 bis 1900 im Neobarockstil gebaut und von einem englischen Garten umgeben. Die Goetzowie hatten hier Karl Stephan von Österreich, Ignacy Mościcki und Julian Nowak zu Gast. Sie häuften im Schloss eine beträchtliche Sammlung von Kunstwerken, Möbeln und Büchern an. Ihr letzter Vertreter Antoni Jan Goetz verließ das Schloss 1939, als es von der Wehrmacht besetzt wurde und von ihr im Zweiten Weltkrieg als Stabsquartier genutzt wurde. Die Sammlung wurde teilweise geplündert. 1944 wurde das Schloss verstaatlicht und bis 2002 als Schule genutzt. 2007 erwarben die Erben der Goetzowie das Schloss, das seither wieder in ihrem Besitz ist.